# Ferdinand Payan
Ferdinand Payan (Arles, 21 aprile 1870 – Nizza, 17 agosto 1961) è stato un ciclista su strada francese.
Professionista dal 1903 al 1922, prese parte in totale a sette edizioni.

## Carriera
Fu uno dei ciclisti che presero parte alla prima edizione del Tour de France, corsa che terminò al dodicesimo posto nella classifica generale, a oltre diciannove ore dal vincitore Maurice Garin. Raggiunse il miglior risultato nella Grande Boucle nel 1907, quando chiuse la corsa al decimo posto della classifica generale.

## Piazzamenti

### Grandi Giri
- Tour de France

1903: 12º
1904: ritirato (2ª tappa)
1906: 12º
1907: 10º
1908: 24º
1909: ritirato (10ª tappa)
1911: ritirato (6ª tappa)
1912: ritirato (4ª tappa)